# 馬山港駅
馬山港駅 （マサナンえき）は、大韓民国慶尚南道昌原市馬山合浦区にかつて存在した馬山港第1埠頭線の駅である。

## 歴史
- 1905年10月21日：馬山浦駅として開業[1][2]。
- 日時不明：馬山港駅に改称。
- 2012年1月26日：廃止。

## 隣の駅
馬山港第1埠頭線
新馬山駅 - 馬山港駅